# 博特里切洛
博特里切洛（義大利語：Botricello），是意大利卡坦扎罗省的一个市镇。总面积15.2平方公里，人口4965人，人口密度326.6人/平方公里（2009年）。ISTAT代码为079012。